# Alfortville
Alfortville je město v jihovýchodní části metropolitní oblasti Paříže ve Francii v departmentu Val-de-Marne a regionu Île-de-France. Má 36 000 obyvatel. Od centra Paříže je vzdálené 7,6 km.

## Geografie
Sousedí s městy Vitry-sur-Seine, Ivry-sur-Seine, Charenton-le-Pont, Maisons-Alfort, Créteil a Choisy-le-Roi.

## Historie
Alfortville vzniklo 1. dubna 1885 oddělením od Maisons-Alfort. Hranici nových dvou obcí tvořila železnice z Paříže do Lyonu.

## Demografie
V Alfortville bydlí mnoho Arménů, kteří přežili tureckou genocidu (1915-1917). Žije zde důležitá arménská komunita.

### Vývoj počtu obyvatel
Počet obyvatel

## Transport
Alfortville je dostupné linkou RER D.

## Partnerská města
- Cantanhede, Portugalsko
- Ochakan, Arménie
- San Benedetto del Tronto, Itálie